# 상원미술관
상원미술관(北村美術館)은 서울특별시 종로구 평창동에 위치한 미술관이다.
상원미술관은 공예와 디자인 분야의 진흥과 발전을 위한 다양한 사업들을 모색하고 추진하기 위해 설립되었다. 2003년 9월 23일 개관한 이래로 서울시 등록 공예․디자인 전문 미술관으로서의 정체성(identity)을 꾸준히 견지해 왔으며, 공예․디자인 영역의 저변을 확충하고, 토대를 공고히 하기 위한 노력과 함께 사라져가는 민속공예의 발전적 계승 모델의 구축을 위한 체계적인 연구개발 활동을 전개하고, 또한 전시, 교육, 발간 사업 등을 통하여 그 결과를 반영하고, 성과를 구현하고자 애써왔다.
상원미술관은 이미지의 근원(Image Root)과 돌, 빛, 나무, 바람의 환경친화적 컨셉으로 건축되었으며, 건물 전면부인 파사드(Facade)는 대지위에 융기하는 자연스런 돌의 형태와 빛의 공간성, 시간성을 표현하기 위해 연출되었으며, 동서남북으로 펼쳐진 파사드는 이미지의 방향성과 시점을 나타내고 있으며, 공간에서 만나는 나무와 바람의 형태는 근원의 형태를 나타내고 있다. 상원미술관의 설립취지에 맞게 설계되었다.
상원미술관에서는 디자인, 공예분야의 다양한 전시를 하고 있으며, 기획전시는 문화원형과 철학을 테마로 설정하여 진행하여 있으며, 상설전시는 [상원 남상교]님의 1950년대부터 현재에 이르기까지 50여년에 걸친 활동을 회고할 수 있는 작품들이 전시되고 있다. 또한 신진작가 양성을 위해 초대작가전을 개최하고 있으며, 문화소외계층을 위해서 염색공예, 닥종이공예, 비누공예 등의 강좌를 개설하여 운영하고 있으며, 인턴쉽 프로그램, 복권기금 교육사업 등의 다양한 교육사업을 수행하고 있다. 보존사업을 위해서 [스마트콘텐츠 아트 아카이브] 개발에 힘쓰고 있으며, 웹, 전자책, 미디어북, 인터렉티브 콘텐츠 등을 개발하고 있다. 또한 문화상품 브랜드인 Artlook을 운영하고 있으며, 해외 문화수출을 위한 Bienfait 브랜드로 다양한 문화상품 개발을 하고 있다. 연구사업으로는 R&D 연구활동을 위해서, 다양한 문화콘텐츠 프로젝트도 수행하고 있다. 이외에도 독자적인 미술관 ERP 시스템을 구축하여 유비쿼터스형 미술관에 기초를 마련하였고, 공격적 문화예술 경영 마케팅 기법을 도입하여 미래형 미술관 Agenda 도출에 힘쓰고 있다.

## 같이 보기
- 대한민국의 박물관과 미술관 목록